# مقاطعة إسفراين
مقاطعة إسفراين (بالفارسية: شهرستان اسفراین) هي مقاطعة تقع في خراسان شمالي في إيران. يقدر عدد سكانها بـ 119,152 نسمة .